# Bartolomeo Sestini
Bartolomeo Sestini (Pistoia, 14 ottobre 1792 – Parigi, 11 novembre 1822) è stato un poeta italiano.

## Biografia
Bartolomeo nacque a Santomato, una frazione di Pistoia, nel 1792 da Maddalena Biagini e Francesco Sestini. Il padre indirizzò il figlio a studiare per geometra ma la sua passione per la poesia lo indusse a dedicare ad essa la sua giovine vita. Perse tragicamente la fidanzata colpita da un fulmine mentre si trovava con essa nella campagna: rammaricato della cattiva sorte, ne trasse ispirazione per scrivere un poemetto che dette alle stampe con il titolo Amori campestri. In seguito ebbe modo di incontrare Ugo Foscolo nella villa Belvedere a Firenze. Dopo aver girovagato per varie città della penisola, attratto dalla lettura di Dante Alighieri, nella Commedia, sulla vicenda di Pia de' Tolomei, pubblicò a Ravenna il suo poema in versi di maggior rilievo, la Pia de' Tolomei: scrive il poeta nella prefazione: "Io pubblico la Pia, soggetto per sé medesimo caro a chiunque ha letto i quattro misteriosi versi della Divina Commedia".
Bartolomeo Sestini moriva a Parigi nel 1822, dove si era rifugiato per sottrarsi al sospetto di aver seguito la Carboneria: La Pia, canto terzo, 31, "La settentrionale vedova notte, che sparse sull'Italia il nembo goto."
Nel 1825, usciva a Ravenna la prima edizione della Pia de' Tolomei sotto lo pseudonimo di Giorgio Serighi.